# Caradrina zuleika
Caradrina zuleika là một loài bướm đêm trong họ Noctuidae.